# Klebsiella pasteurii
Klebsiella pasteurii es una especie de  bacteria gramnegativa del género Klebsiella. Fue descrita en el año 2020. Su etimología hace referencia a Louis Pasteur. Es inmóvil y con cápsula. Las colonias son lisas, circulares y blancas. Consiste en el linaje Ko4 de Klebsiella oxytoca. Se ha aislado de heces de humanos, vacas y tortugas, y también de muestras ambientales de agua y suelos.